# Acreção de Bondi
A acreção de Bondi é a acreção esférica ao redor de um objeto. O termo costuma ser empregado para descrever a acreção de uma estrela de nêutrons ou buraco negro para objetos compactos viajando através do meio interestelar. Seu nome é uma referência a Hermann Bondi.
Para se chegar a um valor aproximado da taxa de acreção de Bondi, presume-se que a acreção ocorra a uma taxa de  {\displaystyle {\dot {M}}=\pi R^{2}\rho v} onde {\displaystyle \rho } é a densidade ambiente, {\displaystyle v} é a velocidade do objeto ou velocidade do som {\displaystyle c_{s}} no meio circundante se a velocidade do objeto for menor que a velocidade, e o raio {\displaystyle R} dão a área efetiva. O raio efetivo é obtido igualando a velocidade de escape do objeto à velocidade relevante, por exemplo
{\displaystyle {\sqrt {\frac {2GM}{R}}}=c_{s}} ou {\displaystyle R={\frac {2GM}{c_{s}^{2}}}}. Portanto a taxa de acreção se torna {\displaystyle {\dot {M}}={\frac {4\pi \rho G^{2}M^{2}}{c_{s}^{3}}}}. 
Esta derivação é apenas uma aproximação, utilizando relações de escala ao invés de definições rigorosas. Uma solução mais completa pode ser encontrada no artigo original de Bondi e dois outros artigos.